# Mohawk Industries
Mohawk Industries — американский производитель напольных покрытий из Калхуна, штат Джорджия. Компания создает мягкие покрытия (ковры и дверные коврики), твердые (керамическая плитка, полы из натурального камня и дерева), ламинированные и виниловые напольные покрытия. В компании работает 38 800 человек в офисах в Австралии, Бразилии, Канаде, Европе, Индии, Малайзии, Мексике, Новой Зеландии, России и США.
В 2015 году журнал Builder назвал Mohawk самым популярным брендом, который производит высококачественную ковровую продукцию.

## История
В 1875 году Уильям Шаттлворт и четверо его сыновей приехали в США и создали ковровую фабрику в долине реки Гудзон. После смерти отца, дети переехали в Амстердам, штат Нью-Йорк и в 1878 заняли пустую фабрику. В 1902 году они зарегистрировали компанию Братьев Шаттлворт.
В 1920 году компания получила название Mohawk Carpet Mills (сокращенно Mohawk Mills), когда объединилась с другой фабрикой в Амстердаме McCleary, Wallin and Crouse. Так компания стала единственной ткацкой фабрикой, которая предлагала линейку ковров локального производства. Они же создали первый в отрасли фактурный дизайн и скульптурное плетение.
В 1956 году Mohawk Carpet Mills объединилась с Alexander Smith, чтобы стать корпорацией Mohasco, что позволило войти в рейтинг Fortune 500. Mohasco столкнулась с конкуренцией со стороны новых ковровых производителей в штате Джорджия, которые использовали синтетические волокна, такие как нейлон и полиэстер вместо привычной шерсти. Поэтому Mohasco постепенно переместил производство на юг в штаты Каролины и, в конечном итоге, в штат Джорджия. В 1963 году компания занялась производством мебели.
К 1968 году на заводе в Амстердаме прекратили производство ковров, а к 1987 году закрыли последние корпоративные офисы. В 1988 году компания MHS Holdings приобрела Mohasco за счет заемных средств, а ковровый бизнес был отделен от Mohasco для формирования компании Mohawk Industries.
В 1992 году Mohawk стала публичной компанией, ее акции впервые продали на фондовой бирже NASDAQ под тикером NMS, сейчас акции продаются на Нью-Йоркской фондовой бирже под тикером MHK. Остальные активы Mohasco продали другим инвесторам, позже компанию распустили.
В течение 2016 года Mohawk Industries приобрела 34 компании и теперь управляет производственными мощностями в 15 странах: США, Мексике, Бразилии, Ирландии, Великобритании, Бельгии, Франции, Нидерландах, Люксембурге, Испании, Италии, Чехии, Болгарии, России и Малайзии. Нынешний председатель и исполнительный директор компании — Джеффри Лорбербаум .
Mohawks включает торговые марки American Olean, Bigelow, Columbia Wood Flooring, Daltile, Durkan, IVC, Karastan, Kerama Marazzi, Lees, Marazzi, Moduleo, Mohawk, Mohawk Home, Pergo, Quick-Step, Ragno и Unilin.